# Idaea subrubellata
Idaea subrubellata là một loài bướm đêm trong họ Geometridae.